# جسر الرستن
جسر الرستن هو جسر حيوي يقع في مدينة الرستن بمحافظة حمص في سوريا. يُعتبر هذا الجسر جزءًا مهمًا من البنية التحتية، حيث يربط بين شمال وجنوب البلاد عبر الطريق الدولي الرئيسي.

## التاريخ والتشييد
بٌنيَ جسر الرستن الحالي في أوائل سبعينيات القرن العشرين، وبدأ استخدامه في منتصف تلك الفترة. جاء تشييده بديلاً عن الجسر القديم الذي بُني عام 1958 فوق سد الرستن خلال فترة الوحدة بين سوريا ومصر. كان الجسر القديم يمر عبر مدينة الرستن، مما أدى إلى اختصار المسافة بحوالي 7 كيلومترات داخل المدينة. ومع ذلك، وبسبب تعرض الجسر القديم للاهتزازات ومخاطر أخرى، تقرر بناء الجسر الجديد بعيدًا عن السد لتفادي تلك المشكلات.

## التصميم والهيكل
يبلغ طول جسر الرستن الحالي حوالي 600 متر، وعرضه 16 مترًا، ويرتفع في بعض أجزائه إلى أقل من 100 متر. يتألف الجسر من 14 فتحة تمتد على طول الهيكل، نُفذت دعاماته باستخدام قوالب منزلقة. الهيكل العلوي للجسر مكون من 84 عارضة، كل منها بطول 41.2 متر ووزن 150 طنًا. 

## الأهمية الاستراتيجية

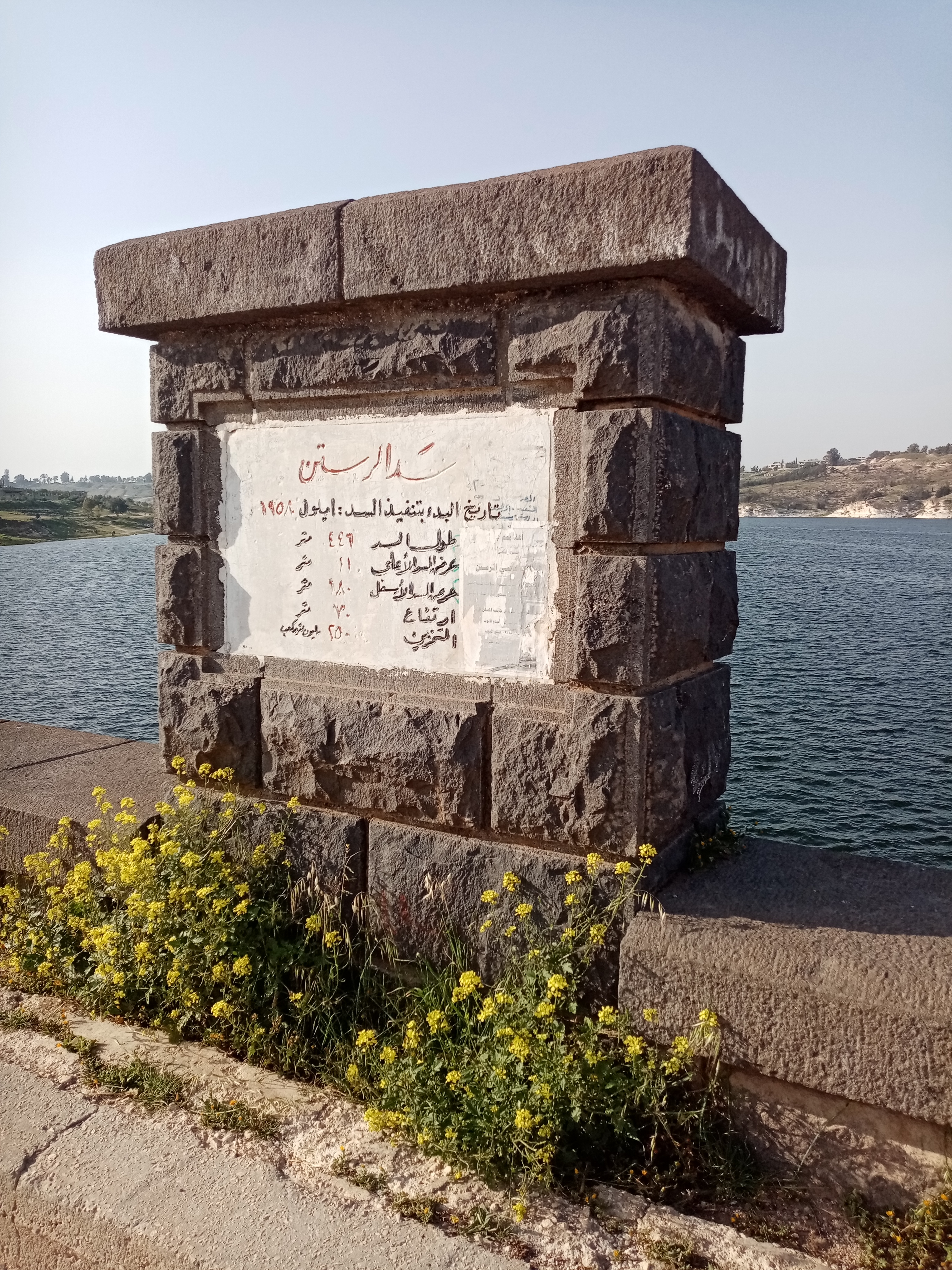
جسر الرستن الذي يقع في مدينة الرستن بحمص وقد بُني هذا الجسر في عهد الرئيس المصري جمال عبد الناصر

يُعتبر جسر الرستن أحد أهم المعابر الحيوية في سوريا، حيث يربط بين شمال وجنوب البلاد عبر الطريق الدولي M5، الذي يصل بين دمشق وحلب ويمتد إلى اللاذقية، مما يجعله جزءًا أساسيًا من البنية التحتية للنقل البري في سوريا. كما يشكّل حلقة وصل مهمة بين المدن الرئيسية والمحافظات الوسطى، مثل حمص وحماة، مما يسهل حركة التجارة والنقل البري بين المناطق الشمالية والجنوبية.

### دوره في التجارة والنقل
- النقل التجاري: يعبر الجسر يوميًا عدد كبير من الشاحنات التي تنقل البضائع والسلع بين المدن، مما يجعله شريانًا اقتصاديًا رئيسيًا لسوريا. إذ يساهم في تسهيل حركة الواردات والصادرات، خصوصًا بالنسبة للمناطق الزراعية والصناعية في حمص وحماة، اللتين تعدان من أكبر المراكز الإنتاجية في البلاد.
- حركة المسافرين: يعد الجسر معبرًا رئيسيًا للركاب والمسافرين بين شمال وجنوب سوريا، مما يجعله ممرًا ضروريًا لوسائل النقل العام والسيارات الخاصة، إضافة إلى الحافلات السياحية والتجارية.

### الأهمية العسكرية
نظرًا لموقعه الجغرافي الاستراتيجي على نهر العاصي، لعب جسر الرستن دورًا عسكريًا هامًا خلال الثورة السورية. حيث شكّل نقطة محورية في المواجهات بين قوات النظام والمعارضة المسلحة، خاصة بسبب موقعه الاستراتيجي الذي يتحكم في حركة الإمدادات العسكرية والمدنية. وقد تعرض الجسر لضربات جوية وتفجيرات خلال الحرب، ما أدى إلى أضرار كبيرة أعاقت الحركة عبره لفترات طويلة.

### تأثير الجسر على التنمية الإقليمية
- دوره في التنمية العمرانية: ساهم الجسر في تحفيز النمو العمراني في محيط مدينة الرستن، حيث نشأت تجمعات سكانية ومشاريع تجارية بالقرب منه، نظرًا لأهميته في تسهيل حركة البضائع والأفراد.
- أهميته في قطاع الخدمات: يساهم في دعم قطاع الخدمات مثل النقل العام، السياحة الداخلية، التجارة المحلية، والمؤسسات التعليمية، نظرًا لكونه معبرًا رئيسيًا لحركة الناس والموظفين بين المحافظات.

## الأضرار والتحديات
خلال الأحداث العسكرية في سوريا، تعرض جسر الرستن لأضرار جسيمة. في ديسمبر 2024، استهدفت الطائرات الحربية الروسية الجسر بعدة غارات جوية بهدف منع تقدم قوات المعارضة نحو دمشق، مما أدى إلى تضرر الجسر بشكل كبير وتحويل مسار الحافلات لتجنب الانهيار، نتيجة لذلك تأثرت حركة المرور والنقل في المنطقة وأصبح هناك حاجة ماسة لعمليات ترميم وإعادة تأهيل لضمان استعادة الجسر لوظيفته الحيوية في ربط المناطق السورية وتسهيل حركة النقل والتجارة.